# Sarah Jones (Schauspielerin, 1973)

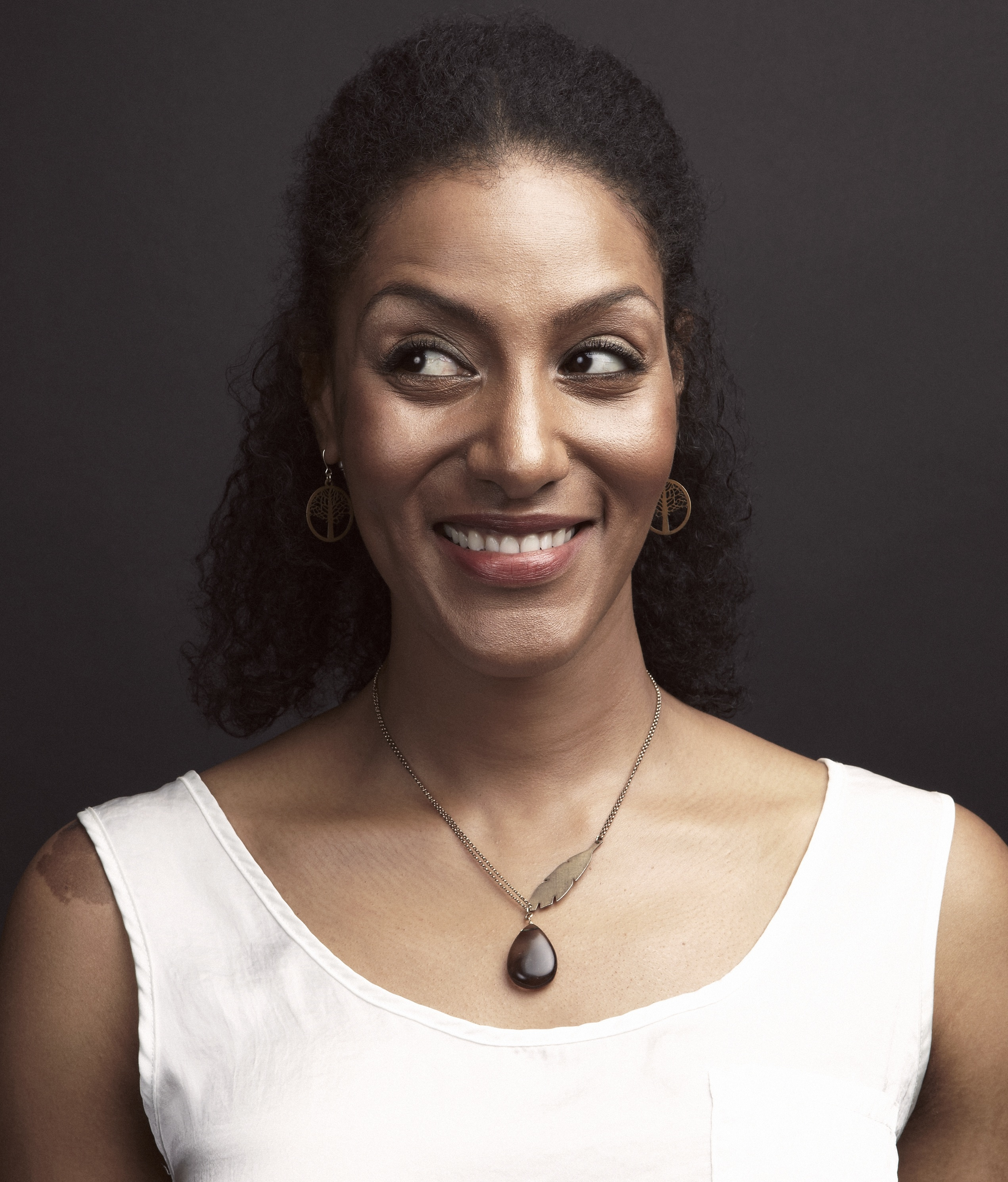
Sarah Jones (2012)

Sarah Jones (* 29. November 1973 in Baltimore, Maryland) ist eine US-amerikanische Theaterschauspielerin, Dichterin und Drehbuchautorin.

## Leben
Sarah Jones wurde in Baltimore, Maryland als Tochter eines afroamerikanischen Vaters und einer Mutter mit europäischen und karibischen Wurzeln geboren. beide arbeiteten als Physiker. Ihre Kindheit verbrachte sie unter anderem in Washington, D.C., Boston und Queens, New York City, auf.
Sie besuchte die United Nations International School in Manhattan, wo sie 1991 ihren Abschluss machte, und das Bryn Mawr College in Pennsylvania. Ihre Bühnenkarriere begann sie als Poetry-Slammerin im Kulturzentrum Nuyorican Poets Cafe. Dort wurde sie mehrmalige Grand-Slam-Meisterin.
Im Nuyorican Poets Cafe debütierte sie 1998 auch mit ihrem ersten Soloprogramm Surface Transit. In diesem trug sie ihre Gedichte in langen Monologen vor, die sie im jeweiligen lyrischen Ich vorstellte. Sie erregte dadurch die Aufmerksamkeit der feministischen Ikone Gloria Steinem und der Menschenrechtsorganisation Equality Now, die ihr nächstes Projekt finanzierte. Women Can't Wait! handelte von Frauen diskriminierenden Gesetzen.
Ihre nächste Soloshow wurde Waking the American Dream für das National Immigration Forum, mit dem sie Aufmerksamkeit auf die Flüchtlingsproblematik lenken wollte.
2001 erschien das an die Hip-Hop-Szene gerichtete Gedicht Your Revolution, das sich gegen frauenfeindliche Texte und ebensolches Verhalten der MCs aussprach, dabei auch nicht mit Kraftausdrücken geizte. Als das Gedicht während einer Radiosendung in Portland ausgestrahlt wurde, belegte die Federal Communications Commission (FCC) den Radiosender mit 7000 US-Dollar wegen angeblicher obszöner Inhalte. Jones prozessierte gegen diese Einschätzung. Mit der Unterstützung von NYCLU und der ACLU gewann sie nach zwei Jahren den Rechtsstreit und die FCC gab das Gedicht für den Einsatz im Radio wieder frei.
2004 erschien ihre gefeiertes Solo-Bühnenstück Bridge & Tunnel, das auf Waking the American Dream basierte und einen neuen Off-Broadway-Box-Office-Rekord in New York City aufstellte. Es lief sechs Monate in New York und wurde von Meryl Streep produziert. Für dieses Stück, das 2006 auch auf dem Broadway aufgeführt wurde, erhielt sie 2006 einen Special Tony Award und 2004 einen Obie Award.
2005 folgte A Right to Care, ein Solostück für die W.K. Kellogg Foundation. Sie trat auch im US-amerikanischen Fernsehen auf, unter anderem in der Sesamstraße, bei Charlie Rose, in der Today Show, bei CBS Sunday Morning und bei Live with Reggis & Kelly. In der Netflix-Serie On the Verge hat sie eine Hauptrolle.
2022 war sie Regisseurin der Dokumentar-Filmkomöde Sell/Buy/Date, in der sie auch die Hauptrolle bekleidete. Der Film hatte seine Premiere beim South by Southwest 2022 und erschien später auf Cinedigm und Amazon.

## Filmografie
- 2000: Lisa Picard Is Famous
- 2000: It’s Showtime
- 2007: Sesamstraße (Sesame Street, 1 Folge)
- 2007: Elmo's Welt (Elmo’s World, 1 Folge)
- 2011: Elmo's World: People in Your Neighborhood
- 2017: The Incredible Jessica James
- 2019: Broad City (1 Folge)
- 2019: Marriage Story
- 2021: On the Verge (Fernsehserie, 12 Folgen)
- 2022: Sell/Buy/Date (auch Regie & Produktion)
- 2023: I’m a Virgo (2 Folgen)

## Bühnenstücke
- 1999: The Vagina Monologues (Westside Theatre)
- 1999: Surface Transit (American Place Theatre)
- 2003: The Exonerated (Bleecker Street Theatre)
- 2004: Bridge & Tunnel (Bleecker Street Theatre)
- 2006: Bridge & Tunnel (Broadway)
- 2016: Sell/Buy/Date